# Futbol'ny Klub Ėnerhetyk-BDU Minsk
Il Futbol'ny Klub Ėnerhetyk-BDU Minsk, meglio noto come Ėnerhetyk-BDU Minsk, è una società calcistica bielorussa con sede nella città di Minsk. Milita nella Druhaja Liha, la terza serie del campionato bielorusso di calcio.

## Storia
La squadra è stata fondata nel 1996 con il nome di Zorka Minsk. BDU è un'abbreviazione che sta per Università statale bielorussa.
Assunta la denominazione Zorka-VA-BDU Minsk nel 1998, ha debuttato nella Vyšėjšaja Liha, la massima serie, nel 2002, dove ha militato fino alla stagione 2005, anno in cui cambiò nome in Zorka-BDU Minsk. Nel 2006, militando in seconda serie, il Zorka-BDU ha raggiunto le semifinali della Coppa di Bielorussia. Dal 2006 la squadra ha militato per dodici anni nelle serie inferiori, tra seconda e terza divisione. 
Nel 2017 ha assunto la denominazione Ėnerhetyk-BDU Minsk. 
Ha ottenuto una nuova promozione in massima serie nel 2018.

### Denominazioni
- 1996: Zorka Minsk
- 1998: Zorka-VA-BDU Minsk
- 2005: Zorka-BDU Minsk
- 2017: Ėnerhetyk-BDU Minsk

## Palmarès

### Altri piazzamenti
- Campionato bielorusso:

Secondo posto: 2022
- Peršaja Liha:

Secondo posto: 2001, 2018

## Organico

### Rosa 2020
Aggiornata al 2 maggio 2020.
| N. |                        | Ruolo | Calciatore           |
| -- | ---------------------- | ----- | -------------------- |
| 1  | Bielorussia (bandiera) | P     | Artur Ljas'ko        |
| 2  | Bielorussia (bandiera) | D     | Aljaksej Nasko       |
| 3  | Camerun (bandiera)     | A     | Junior Atemengue     |
| 4  | Bielorussia (bandiera) | D     | Arcëm Škurdzjuk      |
| 5  | Bielorussia (bandiera) | D     | Daniil Mirošnikaŭ    |
| 6  | Bielorussia (bandiera) | D     | Arcëm Sokal          |
| 7  | Uzbekistan (bandiera)  | C     | Jasurbek Yaxshiboyev |
| 8  | Tagikistan (bandiera)  | A     | Muhammadjon Loiqov   |
| 9  | Bielorussia (bandiera) | A     | Jaŭgen Judčyc        |
| 10 | Francia (bandiera)     | C     | Jérémy Mawatu        |
| 11 | Uzbekistan (bandiera)  | C     | Shokhboz Umarov      |
| 15 | Bielorussia (bandiera) | D     | Aljaksandr Svirėpa   |
| 17 | Montenegro (bandiera)  | C     | Dušan Bakić          |

| N. |                        | Ruolo | Calciatore         |
| -- | ---------------------- | ----- | ------------------ |
| 18 | Francia (bandiera)     | A     | Haik Moussakhanian |
| 20 | Brasile (bandiera)     | C     | Wictor Dias        |
| 21 | Bielorussia (bandiera) | P     | Arcëm Makaŭčyk     |
| 22 | Liberia (bandiera)     | C     | David Tweh         |
| 23 | Bielorussia (bandiera) | C     | Vasil' Soŭpel'     |
| 25 | Bielorussia (bandiera) | D     | Pavel Šorac        |
| 26 | Bielorussia (bandiera) | D     | Jaŭgen Vojna       |
| 27 | Bielorussia (bandiera) | C     | Dzmitryj Hirs      |
| 44 | Bielorussia (bandiera) | P     | Dzjanis Sadoŭski   |
|    | Bielorussia (bandiera) | C     | Raman Plechaŭ      |
|    | Russia (bandiera)      | P     | Vladislav Bakonin  |
|    | Bielorussia (bandiera) | C     | Jagor Kaško        |